# The Mothers of Invention
The Mothers of Invention was een Amerikaanse rockgroep, die vooral bekend geworden is als muzikantengroep rond en met Frank Zappa.
De band ontstond in 1964 onder de naam 'The Soul Giants', een band toendertijd met bassist Roy Estrada en drummer Jimmy Carl Black. Op advies van een clubeigenaar in Pomona vervingen zij hun zanger door Ray Collins. De toenmalige gitarist Ray Hunt was hier niet gelukkig mee en verliet na een conflict met Collins de band. Collins verzocht de bevriende Frank Zappa auditie te doen als vervanger. In april 1965 werd Zappa de nieuwe gitarist, die de band aanspoorde Zappa's eigen composities te spelen. Saxofonist David Coronado verliet daarop de band. De band veranderde haar naam eerst in 'The Blackouts' en daarna in 'The Mothers', volgens de legende op moederdag. Op 1 maart 1966 tekenden The Mothers een platencontract voor vijf albums met Tom Wilson bij Verve Records, dat de bandnaam liet veranderen in The Mothers Of Invention omdat ze de naam The Mothers commercieel te provocerend vonden.

## The (Original) Mothers of Invention
Voor de eerste plaatopname werd Elliot Ingber aangetrokken als extra gitarist. Deze vonden plaats in de TTG Studios in Hollywood tussen 9 en 12 maart 1966. Op 27 juni kwam op het Verve-label als dubbel-LP het album Freak Out! uit. Het album werd geproduceerd door Tom Wilson en bevat louter composities van Zappa. Naast standaard blues-beïnvloede rock en doo-wop bevat het album avant-gardistische soundscapes en orkestrale arrangementen, zoals in het balletstuk "The Return Of The Son Of Monster Magnet". Naast The Mothers werkten een groot aantal musici mee, waaronder Dr. John op piano, Paul Butterfield en Kim Fowley als vocalist en saxofonist Jim "Motorhead" Sherwood, toen nog roadie van de band, voor bijgeluiden. Volgens AllMusic is het een van de meest ambitieuze debuutalbums in de rockgeschiedenis.
In augustus 1966 werd Ingber als gevolg van LSDgebruik ontslagen. Zappa vond dat zijn muziek concentratie vereist om nuchter te spelen, dus het idee van muzikanten onder invloed van drugs terwijl hij voor hun tijd betaalt, was voor hem onacceptabel. De groep werd uitgebreid met Don Preston (keyboards), Bunk Gardner (houtblaasinstrumenten) en Billy Mundi (drums). Tussen 15 en 18 november 1966 vonden de opnamen plaats voor het album Absolutely Free, dat afgemixt werd in New York. In naam was Tom Wilson de producer van het album, maar de creatieve controle was in handen van Zappa. Het album werd op 26 mei 1967 uitgebracht.
Na een paar optredens in New York in december 1966 kregen de Mothers een contract aangeboden voor een paasoptreden in het Garrick Theater in Greenwich Village. Dit bleek succesvol en manager Herb Cohen verlengde de boeking, die uiteindelijk tot september zou lopen. Zappa en zijn vrouw verhuisden samen met de Mothers naar New York. Hun shows werden een combinatie van improvisaties, waarin de Mothers hun individuele talenten konden laten horen, met strakke uitvoeringen van door Zappa zelf gedirigeerde eigen stukken. Gastartiesten en deelname van het publiek werden een vast onderdeel van de shows. Op een avond slaagde Zappa erin om enkele Amerikaanse mariniers uit het publiek naar het podium te lokken, waar ze een grote babypop in stukken sneden, nadat Zappa hen had verteld dat ze moesten doen alsof het een "gook baby" (van Koreaanse afkomst) was.
In juli 1967 jaar verliet Ray Collins de Mothers, zijn vervanger werd Lowell George, Ian Underwood kwam de groep versterken. In de New Yorkse periode werd in de Mayfair Studios het album We're Only in It for the Money opgenomen. Het werd geproduceerd door Zappa, met Wilson als uitvoerend producent. De coverfoto parodieerde de hoes van Sgt. Pepper's Lonely Hearts Club Band. Het artwork werd verzorgd door Cal Schenkel, die Zappa in New York had ontmoet. Het was het begin van een levenslange samenwerking waarin Schenkel de hoezen ontwierp voor talloze Zappa- en Mothers-albums.
Op 20 oktober traden de Mothers op in het Concertgebouw in Amsterdam. Tijdens hun bezoek aan Nederland werd We're Only in It for the Money onderscheiden met een Edison. Toen Zappa hoorde dat in de in Nederland uitgebrachte persing coupures bevatte, weigerde hij het beeldje.
In december 1968 verscheen het laatste album met de originele bezetting van de Mothers: Cruising with Ruben & the Jets. Het is een album vol doo-wop als hommage aan de jaren 1950. Als soundtrack voor een film verscheen in april 1969 het dubbel-album Uncle Meat. Naast studio-opnamen zijn ook live-registraties van concerten in Londen en Kopenhagen aan het album toegevoegd. Eind 1969 hief Zappa - voornamelijk uit financiële overwegingen - de band op. Lowell George en Roy Estrada begonnen Little Feat.

## The (Vaudeville) Mothers of Invention 1970-1972

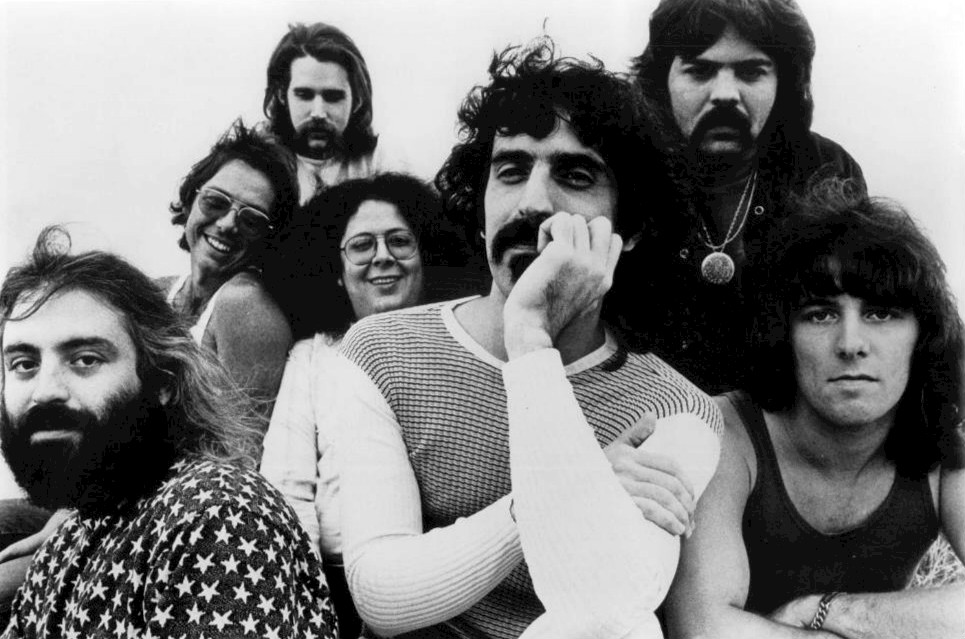
The Mothers of Invention in 1971, Howard Kaplan geheel links, Mark Volman (met bril) midden.

In mei 1970 kwamen de Mothers bij elkaar voor een reunie-tour. Aynsley Dunbar, die al meegewerkt had aan andere Zappa-projecten, werd een extra drummer. In juni vormde Zappa een nieuwe versie van de Mothers met Mark Volman en Howard Kaylan, de twee zangers van de Turtles, Aynsley Dunbar als drummer, jazztoetsenist George Duke, Ian Underwood, en Jeff Simmons op bas en slaggitaar. Aangezien Volman en Kaylan vanuit hun Turtle-tijd hun eigen naam niet mochten gebruiken, werden zij vermeld als "The Phlorescent Leech and Eddie" of afgekort "Flo & Eddie". In deze samenstelling toerden zij door Europa, traden op in het VPRO-programma Piknik en waren te zien in de film 200 Motels.
Zappa had in 1968 samen met manager Cohen een eigen platenlabel Bizarre Records gestart. Hierop verschenen in 1970 de Mothers-albums Burnt Weeny Sandwich en Weasels Ripped My Flesh. Er werden ook twee live-albums uitgebracht: Fillmore East – June 1971 en Just Another Band from L.A.. Delen van het concert in de Fillmore juni 1971 verschenen ook als jam van de Mothers met Jon & Yoko en de Plastic Ono Band op het album Some Time In New York City.
Het album Chunga's Revenge werd niet als Mothers-album uitgebracht, maar alleen onder Zappa's naam, hoewel de Mothers wel meespeelden.
In december 1971 werd de band geconfronteerd met twee ongelukken. In het Montreuxcasino werd alle bandapparatuur vernietigd door een brand en een week later werd Zappa in Londen van het podium geduwd, met als gevolg ernstige breuken, hoofdletsel en verwondingen aan zijn rug, been en nek, evenals een verbrijzeld strottenhoofd.
Het zou een half jaar duren voor Zappa weer het podium op kon, wel hinkend en met een beenbrace. Wel werd in het voorjaar het album The Grand Wazoo opgenomen met vrijwel alleen instrumentale stukken en met medewerking van een groot aantal sessiemuzikanten.

## De jaren 1973-1975
Na het uitbrengen van The Grand Wazoo toerde Zappa met kleinere groepen, waarvan Ian Underwood (rieten, keyboards), Ruth Underwood (vibrafoons, marimba), Sal Marquez (trompet, zang), Napoleon Murphy Brock (sax, fluit en zang), Bruce Fowler (trombone), Tom Fowler (bas), Chester Thompson (drums), Ralph Humphrey (drums), George Duke (keyboards, zang) en Jean-Luc Ponty (viool) regelmatig deel uitmaakten.
In die periode werden de albums Over-Nite Sensation (1973), Roxy & Elsewhere (1974) en One Size Fits All (1975) uitgebracht. Live-album Bongo Fury met medewerking van Captain Beefheart was het laatste nieuwe album dat aan de Mothers werd toegeschreven. Daarna bracht Zappa zijn muziek verder onder eigen naam uit.

## Muzikanten
De belangrijkste muzikanten die deel uitmaakten van The Mothers waren:
- Ray Collins (zang),
- Jimmy Carl Black (drums),
- Roy Estrada (bas),
- Don Preston (keyboards),
- Bunk Gardner (blaasinstrumenten),
- Jim 'Motorhead' Sherwood (blaasinstrumenten),
- Ian Underwood (keyboards, altsax, gitaar),
- Aynsley Dunbar (drums),
- Mark Volman (zang),
- Howard Kaylan (zang),
- George Duke (keyboards en zang),
- Napoleon Murphy Brock (zang en saxofoon).
- Ruth Underwood (marimba, xylofoon en ander slagwerk)

## Discografie

### Albums
- Freak Out! (1966)
- Absolutely Free (1967)
- We're Only in It for the Money (1968)
- Cruising with Ruben & the Jets (1968)
- Mothermania (1969, compilatie)
- Uncle Meat (1969)
- The **** of the Mothers (1969, compilatie)
- Burnt Weeny Sandwich (1970)
- Weasels Ripped My Flesh (1970)
- Fillmore East – June 1971 (1971)
- 200 Motels (1971)
- Just Another Band from L.A. (1972)
- The Grand Wazoo (1972)
- Over-Nite Sensation (1973)
- Roxy & Elsewhere (1974)
- One Size Fits All (1975)
- Bongo Fury (1975)
- Playground Psychotics (1992, opnames 1970–71)
- Ahead of Their Time (1993, opnames 1968)
- Carnegie Hall (2011, opnames 1971)
- The Mothers 1970 (2020, opnames 1970)
- The Mothers 1971 (2022, opnames 1971)
- Whisky a Go Go 1968 (2024, opnames 1968)

### Dvd's
| Dvd's met hitnoteringen in de DVD Top 30 | Datum van verschijnen' | Datum van binnenkomst | Hoogste positie | Aantal weken | Opmerkingen     |
| ---------------------------------------- | ---------------------- | --------------------- | --------------- | ------------ | --------------- |
| Roxy - the movie                         | 2015                   | 07-11-2015            | 2               | 30           | met Frank Zappa |

- Bibsys: 5025005
- Bibliothèque nationale de France: cb11976304z (data)
- Gemeinsame Normdatei: 5128280-X
- International Standard Name Identifier: 0000 0001 0805 030X
- Library of Congress Control Number: n50009539
- MusicBrainz: fe98e268-4ddd-441b-95a0-b219375f9ae4
- Nationale Bibliotheek van Tsjechië: xx0011543
- Nationale Bibliotheek van Israël: 987007442913905171
- Système universitaire de documentation: 078612764
- Virtual International Authority File: 121315622